# غش تجاري

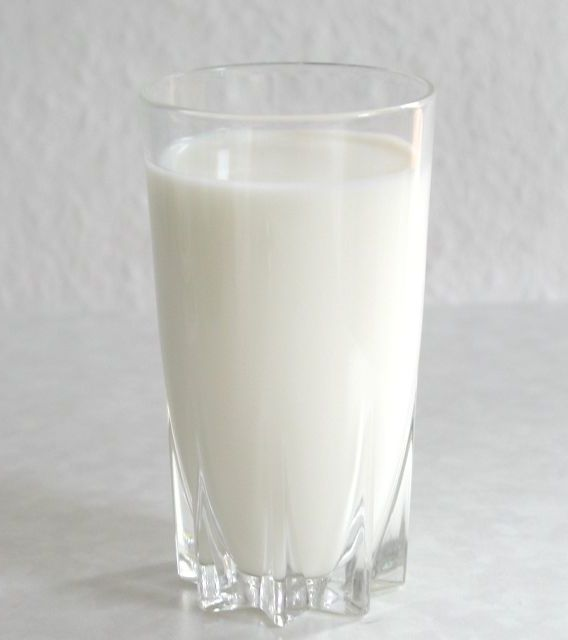

الغش التجاري هو مصطلح قانوني يعني أن منتجًا غذائيًا لا يستوفي المعايير القانونية. أحد أشكال الغش هو إضافة مادة أخرى إلى المادة الغذائية بهدف زيادة الكمية في شكل الخام أو شكل المُعد، مما قد يؤدي إلى فقدان الجودة الفعلية للمواد الغذائية. قد تكون المواد المضافة مواد غذائية أخرى أو مواد غير غذائية. بعض المواد المستخدمة في الغش سواء منتجات اللحوم أو غير اللحوم هي الماء أو الثلج أو الجثث أو جثث الحيوانات الأخرى غير الحيوان المقصود استهلاكه.

## تاريخ
المقالة الأساسية: قائمة حوادث تلوث الطعام
عرف المؤرخون حالات غش الطعام في روما القديمة والعصور الوسطى. بينما بدأ التاريخ المعاصر حساب حالات الغش التجاري من عام 1850 إلى يومنا هذا.

### التشريعات
في الولايات المتحدة، تقوم إدارة الغذاء والدواء (FDA) بفرض وتنفيذ القوانين الخاصة بسلامة الغذاء وحماية الغذاء. توفر منظمة الغذاء والدواء الأمريكية بعض التعريفات الفنية للغذاء المغشوش في مختلف قوانين الولايات المتحدة مثل:
- 1906 (21 U.S.C. 601 et. seq)
- القانون الفيدرالي للعذاء والدواء ومواد التجميل 1938 (21 U.S.C. 321 وما يليها)
- قانون التفتيش على منتجات الدواجن 1957 (21 U.S.C. 451 وما يليها)
- قانون سلامة وتحديث الأغذية لعام 2011

## القانون الفيدرالي للغذاء والدواء ومواد التجميل
ينص القانون الفيدرالي للغذاء والدواء ومواد التجميل (FD & C) لعام 1988 على أن الغذاء يعتبر «مغشوش» إذا استوفى أحد المعايير التالية:
- (1) يحمل أو يحتوي على أي «مادة سامة أو ضارة» مما قد يجعله ضاراً بالصحة.
- (2) يحمل أو يحتوي على أي مادة ضارة أو سامة مضافة غير آمنة (بخلاف بقايا المبيدات أو الإضافات الغذائية أو الألوان المضافة أو دواء حيواني جديد، والتي تكون مغطاة بأحكام منفصلة).
- (3) تتكون حاويته، كليًا أو جزئيًا، من أي مادة سامة أو ضارة قد تجعل المحتويات ضارة بالصحة.
- أو (4) يحمل أو يحتوي على بقايا مبيدات كيميائية غير الآمنة (ملاحظة: وكالة حماية البيئة الأمريكية (EPA) تحدد النسب التي يمكن التسامح فيها لمخلفات مبيدات الآفات في الأطعمة، والتي يتم فرضها من قبل هيئة الغذاء والدواء.

يفي الغذاء تعريف الغش التجاري أيضًا إذا:
- (5) حمل أو يحتوي على أي مُضاف غذائي غير آمن؛
- (6) يحمل أو يحتوي على دواء حيواني جديد غير آمن؛
- (7) يحمل أو يحتوي على ألوان مضافة غير آمنة؛
- (8) يتكون، كليًا أو جزئيًا، من «أي مادة قذرة أو متعفنة أو متحللة» أو غير صالحة للغذاء.
- أو (9) تم إعدادها أو تعبئتها أو الاحتفاظ بها في ظروف غير صحية (الحشرات أو القوارض أو مخلفات الطيور) حيث قد تكون ملوثة بالقذارة أو تكون ضارة بالصحة.

علاوة على ذلك، يعتبر الطعام مغشوشًا إذا:
- (10) تم تعريضه للإشعاع ولم تتم معالجة الإشعاع بما يتماشى مع اللائحة التي تسمح بإشعاع الأغذية المعنية (صرحت إدارة الأغذية والأدوية FDA بتعريض عدد من الأطعمة  للإشعاع، بما في ذلك اللحم المثلج أو المجمد أو النيّ أو الدواجن غير المطبوخة المجمدة أو الطازجة، والبذور [21 C.F.R. Part 179])؛

- (11) يحتوي على مكون غذائي يمثل خطرًا كبيرًا أو غير معقول للإصابة بالأمراض في ظل ظروف الاستخدام الموصى بها (على سبيل المثال، تم حظر الأطعمة أو المكملات الغذائية التي تحتوي على أحماض «أريستولوكيك» "aristolochic" (أحماض تسبب السرطان)، التي تم ربطها بالفشل الكلوي)؛
- (12) تم حذف أحد المكونات القيمة كليًا أو جزئيًا أو استبداله بمادة أخرى؛ ضرر أو نقص تم إخفاؤه بأي شكل من الأشكال؛ أو تمت إضافة مادة لزيادة كمية المنتج أو وزنه، أو تقليل جودته، أوجعله يبدو ذا قيمة أكبر من القيمة الفعلية (وهذا هو «الغش الاقتصادي»)؛
- أو (13) طعام يتم عرضه للإستيراد إلى الولايات المتحدة وهو طعام تم رفض قبوله سابقًا، ما لم تُثبت الجهة التي تعيد عرض الطعام للإستيراد أنه مطابق لقانون الولايات المتحدة [21 U.S.C. § 342].

## القانون الفيدرالي لفحص اللحوم وقانون فحص منتجات الدواجن
يتضمن القانون الفيدرالي لفحص اللحوم وقانون فحص منتجات الدواجن لعام 1957 أحكامًا مماثلة لمنتجات اللحوم والدواجن. [21 U.S.C. § 453(g), 601(m).

### مواد سامة أو ضارة
بشكل عام يعتبر الطعام مغشوشًا، إذا كان يحتوي على مادة سامة أو ضارة تجعله ضار بالصحة، على سبيل المثال يعد عصير التفاح الملوث بـالإي كولاي (E. Coli O157: H7) والجبن الأبيض الطري الملوث بالليستيريا (Listeria monocytogenes) من الأغذية المغشوشة. هناك استثناءان لهذه القاعدة العامة. أولًا، إذا كانت المادة السامة متأصلة أو طبيعية، وكميتها في الطعام لا تجعلها عادةً ضارة بالصحة، فلن يعتبر الطعام مغشوشًا. وهكذا، فإن الطعام الذي يحتوي على مادة سامة طبيعية في مستويات منخفضة للغاية لا تكون ضارة بشكل عادي (على سبيل المثال، كميات صغيرة من الأميغدالين في حبيبات المشمش) لا تجعله مغشوشًا لظهور مادة الأميغدالين طبيعيًا في المشمش.
ثانيًا، إذا كانت المادة السامة أو الضارة لا يمكن تجنبها وضمن حدود التسامح أو الحد التنظيمي أو مستوى النشاط، فلن يعتبر الطعام مغشوشًا. التسامح والحدود التنظیمیة ھي حدود قصوى إلزامية حيث یعتبر الغذاء مغشوشًا إذا تم تعدّيها. وهي ملزمة لإدارة الأغذية والأدوية FDA، وصناعة الأغذية، والمحاكم. بالنسبة لمستويات العمل فهي حدود بها تُصنف إدارة الغذاء والدواء الطعام بأنه مغشوش في حالة الوصول لها أو تعديها. وهي غير ملزمة قانونًا لإدارة الأغذية والأدوية. أنشأت إدارة الأغذية والأدوية FDA العديد من مستويات العمل (على سبيل المثال، جزء واحد لكل مليون ميثيل الزئبق في الأسماك)، والتي تم تحديدها في مستويات وعمل الكتيبات الخاصة بالمواد السامة أو الضارة في الأغذية البشرية والأعلاف الحيوانية.
إذا كان الغذاء يحتوي على مادة سامة تتجاوز التسامح، أو الحد التنظيمي، أو مستوى الإجراء، لا يسمح بخلطها مع الطعام «النظيف» لتقليل مستوى التلوث. إن الخلط المتعمد للغذاء المغشوش بالطعام الجيد يجعل المنتج النهائي مغشوش (دليل FDA ، دليل سياسة الامتثال [CPG § 555.200]).

### الغش بالمواد الغريبة والقاذورات
تشمل المواد القذرة والدخيلة أي مواد مرفوضة في الأغذية، مثل المواد الغريبة (على سبيل المثال: الزجاج، المعادن، البلاستيك، الخشب، الحجارة، الرمال، أعقاب السجائر)، الأجزاء غير المرغوب فيها من المواد النباتية الخام (مثل السيقان، الحفر في الزيتون المخلي، وقطع من الصدف في المحار المعلب)، أم القاذورات (وهي التعفن والتسوس وقطع الحشرات والقوارض، الفضلات، التحلل). وتحت تفسير صارم لقانون «إف دي أند سي» أو FD&C، فإن أي كمية من القذارة في الطعام تجعله مغشوشًا. على الرغم من ذلك، فإن لوائح إدارة الأغذية والأدوية (FDA) تفوض الوكالة بإصدار مستويات تأثير العيوب في الأغذية (DALs) للعيوب الطبيعية التي لا يمكن تجنبها والتي لا تشكل خطرًا على صحة الإنسان عند مستويات منخفضة [21 C.F.R. § 110.110]. هذه المستويات (DALs) هي استشارية فقط وغير ملزمة؛ ليس لديها أي قوة قانونية أو ملزِمة لإدارة الغذاء والدواء. تم تحديد تلك المستويات (DALs) في أدلة سياسة الامتثال الخاصة بـ FDA ويتم تجميعها في دليل مستوى العيوب الخاص بـ FDA ومركز السلامة الغذائية والتغذية التطبيقية (CFSAN) دليل مستويات تأثير العيوب في الأغذية.
في معظم الحالات، تكون  تلك المستويات (DALs) محددة بالأغذية ومحددة العيوب. على سبيل المثال، المستويات المحددة لبقايا الحشرات في زبدة الفول السوداني في المتوسط هي ثلاثين جزء أو أكثر من الحشرات لكل 100 جرام (g) [CPG § 570.300]. في حالة الأجسام الغريبة الصلبة أو الحادة، فإن تلك المستويات تعتمد على حجم الجسم واحتمال تعرضه لخطر الاختناق أو الإصابة، وهذا ينطبق على جميع الأطعمة (انظر CPG § 555.425).

### الغش الاقتصادي
يُغش الطعام إذا تم حذف أو استبدال مكون ذو قيمة بمادة أخرى، كليًا أو جزئيًا، (على سبيل المثال استبدال زيت الزيتون المخفف بزيت شجرة الشاي)؛ كذلك إخفاء الضرر أو الدونية بأي شكل من الأشكال (مثل تلوين سطح الفاكهة الطازجة بأي من ألوان الطعام لإخفاء العيوب)؛ أو إضافة أي مادة إليه أو تعبئتها معه لزيادة الكمية أو الوزن، أو تقليل جودته أو قوته، أو جعله يبدو أكبر  أو أعظم من قيمته (على سبيل المثال الأسكالوب الذي تمت إضافة الماء إليها لجعلها أثقل وزنًا).

### التلوث الميكروبيولوجي وغش الطعام
إن حقيقة تلوث الطعام بمسببات الأمراض (الكائنات الحية الدقيقة الضارة مثل البكتيريا، الفيروسات، أو البروتوزوا) قد تجعلها مغشوشة أو لا. بشكل عام، بالنسبة للأطعمة الجاهزة للأكل فإن وجود مسببات الأمراض سيجعل الطعام مغشوشًا. على سبيل المثال، فإن وجود السالمونيلا على الفواكه الطازجة أو الخضار أو في اللحوم الجاهزة أو منتجات الدواجن (مثل اللانشون) سيجعل هذه المنتجات مغشوشة.
بالنسبة لمنتجات اللحوم والدواجن التي تنظمها وزارة الزراعة الأمريكية، فإن القواعد أكثر تعقيدًا. أما منتجات اللحوم والدواجن الجاهزة للأكل الملوثة بمسببات الأمراض، مثل السالمونيلا أو الليستريا مونوسيتوجينس، فهي مغشوشة (لاحظ أن الهوت دوغ أو النقانق المقلية تعتبر منتجات جاهزة للأكل). بالنسبة للحوم النيئة أو منتجات الدواجن، فإن وجود مسببات الأمراض لن يؤدي دائمًا إلى تقديم منتج مغشوش (لأن اللحوم النيئة ومنتجات الدواجن يتم طهيها، والطهي السليم يجب أن يقتل مسببات الأمراض). الدواجن الخام الملوثة بالسالمونيلا ليست مغشوشة. ومع ذلك، فقد قررت دائرة سلامة الأغذية وفحصها (FSIS) التابعة لوزارة الزراعة الأمريكية اعتبار اللحوم النيئة أو منتجات الدواجن الملوثة بـالإي كولاي O157: H7 مغشوشة وذلك لأن طرق الطهي العادية قد لا تقلل من ال E. coli O157: H7 دون المستويات المعدية.ال E. coli O157: H7 هي الممرض الوحيد الذي يعتبر غشًا عند وجوده في اللحوم النيئة أو منتجات الدواجن.

## الإجراءات التنفيذية
إذا كان الغذاء مغشوشًا، فإن FDA و FSIS لديهم مجموعة واسعة من آليات التنفيذ. وهم من مختلف الأنواع. وتشمل هذه الأليات ضبط وإدانة المنتج، واحتجاز المنتج المستورد، ومنع الأشخاص عن تصنيع أو توزيع المنتج، أو طلب سحب المنتج. عادة ما يسبق الإجراءات التنفيذية رسالة تحذير من إدارة الأغذية والأدوية FDA إلى الشركة المصنعة أو الموزعة للمنتج المغشوش. في حالة وجود منتجات اللحوم أو الدواجن المغشوشة، فإن إدارة سلامة وتفتيش الأغذية لديها سلطات إضافية معينة. يجوز لإدارة FSIS تعليق أو سحب التفتيش الفيدرالي على مؤسسة رسمية. بدون تفتيش فيدرالي، قد لا تقوم المنشأة بإنتاج اللحوم أو منتجات الدواجن أو معالجتها، وبالتالي يجب أن توقف العمليات. وباستثناء تركيبات حليب الأطفال، لا تملك إدارة الأغذية والأدوية FDA ولا إدارة سلامة وتفتيش الأغذية سلطة سحب المنتج غذائي مغشوش. ومع ذلك، فإن القدرة على توليد الدعاية السلبية يمنحهم قوة كبيرة من الإقناع.
بشكل عام لدى هيئات التنظيم الحكومية أدوات إنفاذ مماثلة تحت تصرفها لمنع تصنيع وتوزيع الغذاء المغشوش. بالإضافة إلى ذلك، العديد من الولايات لديها سلطة فرض حظر فوري على الأغذية المغشوشة وفرض غرامات مدنية. وكثيرًا ما تنسق الوكالات الفيدرالية مع السلطات الحكومية أو المحلية لإزالة المواد الغذائية غير الآمنة من السوق في أسرع وقت ممكن.

## وصلات خارجية
- Jasper Womach. CRS = Report for Congress: Agriculture: A Glossary of Terms, Programs, and Laws, 2005 Edition.